# Virágzat
A virágzat önálló virágok közös hajtáson való csoportosulása egy növényen. Fejlődéstörténeti értelemben feltehetően a magányos, csúcsálló virág az ősibb, majd a későbbiek során a hajtás alsóbb részein megjelenő, levélhónalji eredetű virágoknak a hajtás módosulása általi közeledése előnyt jelentett és egyre specializáltabb virágzatok kialakulásához vezetett. A specializálódás és a virágzatot alkotó egyes virágok differenciálódása olyan mértékű lehet, hogy sokszor nehéz első pillantásra eldönteni, hogy virággal, vagy virágzattal állunk szemben. A fészkesvirágzatúak esetén a külső, nyelves virágok szirmokra hasonlítanak és más szerkezetűek mint a belsők, ezáltal a virágzat magányos virág benyomását kelti.

## A virágzatok csoportosítása
A virágzatokat elsősorban a fő hajtástengely csúcsának növekedése alapján lehet csoportosítani:
zárt – a hajtástengely virágban végződik.
nyílt – a hajtástengely nem virágban végződik.
A hajtástengely növekedése alapján a virágzatok a következő két csoportra is feloszthatók:
fürtös (racemózus) virágzatok.
A virágzat főtengelye folyamatosan nő, általában az oldalágaknál erősebben. Lehet nyílt vagy zárt.
bogas (cimózus) virágzatok.
A virágzat főtengelyének növekedése hamar abbamarad és virágban végződik (zárt), majd az oldalágak túlnövik a főágat.
Összetett virágzatot eredményez a jellemző alakzat esetleges ismétlődése, halmozódása. ilyen például az összetett ernyő (homotaktikus, az ernyőcskék alkotnak ernyőt).
Az összetett virágzatok speciális esete, amikor kétféle elrendeződés keveredik (heterotaktikus). A fészkesvirágzatúak családjában gyakran előfordul például, hogy a virágként "viselkedő" fészkek (melyek már önmagukban is virágzatok) alkotnak sátorvirágzatot, vagy bugát, de a kutyatejfélék között is sokszor előfordulnak ernyős virágzatban elrendeződött cyathium virágzatok.

## Fürtös virágzatok

### Fürt
A virágok murvalevelek hónaljában, közel egyforma hosszúságú kocsányokon nyílnak. Az alsó virágok nyílnak először. A fürt lehet nyílt vagy zárt.
|  |  |  |

### Sátor
Az egyes virágok kocsányai különböző hosszúságúak, így a virágok nagyjából egy magasságba kerülnek. A kocsányok eredési pontjai általában közelebb vannak egymáshoz, mint a fürt esetén.
|  |  |

### Füzér
A kocsányok hiányoznak, az egyes virágok közvetlenül a virágzat főtengelyén ülnek.
|  |  |

### Barka
Általában csüngő, ritkábban felálló fürt, vagy füzér. Az egyes virágok nem feltűnők. A csak porzós virágokból álló barka elvirágzás után egyben hull le.
|  |  |  |

### Tobozvirágzat
Nem tévesztendő össze a nyitvatermők tobozával, ami még evolúciósan nem tekinthető virágnak. A komló virágzata ilyen
|  |

### Torzsa
Olyan füzér, melynek virágzati tengelye megvastagodott.
|  |  |

### Fészek
A fészek a torzsához hasonlóan megvastagodott tengelyű füzér, de a tengely ellaposodott, tányérszerűen kiszélesedett. Legfőképp az őszirózsafélék (Asteraceae) családjában fordul elő.
|  |  |  |  |

### Ernyő
A virágzati tengely csúcsán egy pontból erednek az egyes virágok kocsányai örvösen álló murvalevelek hónaljában. Ha a kocsányok egyforma hosszúak, a virágzat gömb alakú. Gyakran az egyes kocsányok nem virágban, hanem további ernyőcskékben végződnek. Ez az összetett ernyő.
|  |  |  |  |

### Fejecske vagy gomb
Olyan ernyős virágzat, melyben a kocsányok nagyon megrövidültek, illetve a virágok ülők.
|  |  |

### Buga
Többszörösen összetett fürt. Az egyes kocsányokon további elágazások fejlődnek. A buga lehet nyílt vagy zárt. A sátorozó buga kocsányai más-más hosszúságúak, így az egyes virágok egy síkban, vagy enyhén domború félgömb mentén helyezkednek el.
|  |  |  |  |

## Bogas virágzatok
A bogas virágzatok esetén a virágban végződő virágzati főtengelyt túlnövik az oldalágak. A belső, főtengely csúcsán lévő virág nyílik először.

### Kettősbog – többesbog
A főtengely két oldalán egy-egy oldalág fejlődik átellenesen. Többesbog esetén a főtengely mellett kettőnél több oldalág fejlődik egyszerre.
|  |  |  |

### Bogernyő
Az ernyőhöz hasonlít, de az oldalágak nem egy pontból erednek.

### Forgó
Olyan bog, melyben a főtengely egyszerre csak egy oldalágat fejleszt, majd ez az oldalág is elágazik, de a másik irányban. További elágazások is ismétlődnek.
|  |  |  |

### Kunkor
Az oldalágak a főtengelynek mindig az azonos oldalán jelennek meg.
|  |  |  |

## Egyéb virágzat

### Cyathium
Főleg a kutyatejfélék (Euphorbiaceae) családjában előforduló virágzat. A virágzat középpontjában egy rendszerint hosszú kocsányon kilógó termős virág van, melyet egyetlen porzóból álló porzós virágok és egy csészeszerű burok vesz körül. Ezek a sajátos kis virágzatok maguk is gyakran virágzatot alkotnak.
|  |  |  |